# Columbus Athletic Supply
I Columbus Athletic Supply furono una squadra professionistica di pallacanestro con sede a Columbus (Ohio) e attiva in  National Basketball League (NBL) nella stagione 1938-1939.
Fondati nel 1936, disputarono la loro prima stagione in Midwest Basketball Conference, chiudendo il campionato con 6 vittorie e 5 sconfitte. Approdati in NBL, vinsero una sola partite delle 13 disputate, e sparirono al termine del torneo.

## Stagioni
| Stagione | Lega | Denominazione            | V | P  | %   | Piazzamento | Play-off |
| -------- | ---- | ------------------------ | - | -- | --- | ----------- | -------- |
| 1937-38  | NBL  | Columbus Athletic Supply | 1 | 12 | 7,7 | 6º          | -        |